# Hawangen
Hawangen – miejscowość i gmina w Niemczech, w kraju związkowym Bawaria, w rejencji Szwabia, w regionie Donau-Iller, w powiecie Unterallgäu, wchodzi w skład wspólnoty administracyjnej Ottobeuren. Leży w Allgäu, około 18 km na południowy zachód od Mindelheimu, nad rzeką Günz.

## Demografia
| Rok  | Liczba mieszk. |
| ---- | -------------- |
| 1970 | 1 050          |
| 1987 | 1 019          |
| 2000 | 1 222          |
| 2005 | 1 239          |

## Polityka
Wójtem gminy jest Martin Heinz, rada gminy składa się z 12 osób.
|      | CSU/Unabhängige Wähler | CSU | Freie Bürgerliste | Unabhängige Wähler | Razem |
| 2008 | -                      | 3   | 5                 | 4                  | 12    |
| 2002 | 12                     | -   | -                 | -                  | 12    |

## Oświata
W gminie znajduje się przedszkole (75 miejsc) i szkoła podstawowa będąca filią szkoły w Ottobeuren.

## Osoby urodzone w Hawangen
- Josef Dietrich, generał